# Gewehr 41
Gewehr 41 (em alemão: Fuzil 41), comumente conhecido como G41(W) ou G41(M), denotando o fabricante (Walther ou Mauser), são dois fuzis semiautomáticos distintos e diferentes fabricados e usados pela Alemanha Nazista durante a Segunda Guerra Mundial. Eles foram amplamente substituídos pelo Gewehr 43, derivado do G41(W), mas com um sistema de gás aprimorado e outras alterações de detalhes.
Ambos os projetos G41(W) e G41(M) tinham carregadores fixos de 10 munições que eram alimentados usando dois clipes do Karabiner 98k (cada um tem 5 munições), utilizando os mesmos cartuchos padrão 7,92×57mm Mauser.
O fuzil Walther foi redesenhado em 1943 no Gewehr 43, utilizando um pistão de curso curto copiado do fuzil SVT-40 e implementando um carregador destacável convencional.